# Miloš Mlha Uhrin
Miloš Mlha Uhrin (10. dubna 1962. Rakvice – 25. února 2016, Rakvice) byl český malíř, grafik a fotograf.

## Biografie
Malíř – samouk, žil a tvořil na jihu Moravy v obci Rakvice. Uhrin se vyučil na hustopečském středním odborném učilišti oboru malíř-natěrač. Ve škole se věnovali také otázkám perspektivy a barvy, což není od skutečného malování tak daleko. Mezi osmnácti a dvaceti lety začal fotit. K fotkám pak domalovával koláže. Tímto způsobem se propracoval až k malování. V umělecké sféře byl tedy samoukem, který se původně živil i vytvářením grafických a reklamních návrhů. Na jeho abstraktních obrazech byla vidět poctivost a zemitost, ovlivněná venkovským vinařským prostředím, ve kterém tvořil. Od drobné komorní grafiky přes originální serigrafie až po rozměrná plátna, všude se odehrává ten pestrý věčný zápas barev všech ročních dob. Po surrealistických začátcích se propracoval k vlastnímu osobitému stylu. Jeho ateliér se v letních měsících pravidelně částečně přesouval, snad kvůli lepší inspiraci, do útulné lisovny starobylého vinného sklepa. Kromě toho, že ve sklepě tvořil akryly, oleje, sítotisky, koláže, kombinované techniky, v něm i vinařil. Od jara do podzimu pak nainstalované obrazy v Galerii Sklep, jak prostor pojmenoval, představoval všem zájemcům a nabízel jim k tomu i vlastní víno. S uměleckou skupinou A6, jejímž byl členem, pořádali pravidelné výstavy s koncerty v Sedlci u Mikulova. Za totalitních časů se pohyboval v undergroundu a přátelil se s mnoha alternativními umělci, hudebníky, kapelami i disidenty. Do konce života navštěvoval jejich koncerty i festivaly. Zemřel v Rakvicích v noci 25. února 2016 v třiapadesáti letech.
Na jeho počest se v Rakvicích vždy v červnu koná alternativní hudební festival Memory of Mlha /Mlhafest/.

## Dílo

### Ukázky z díla

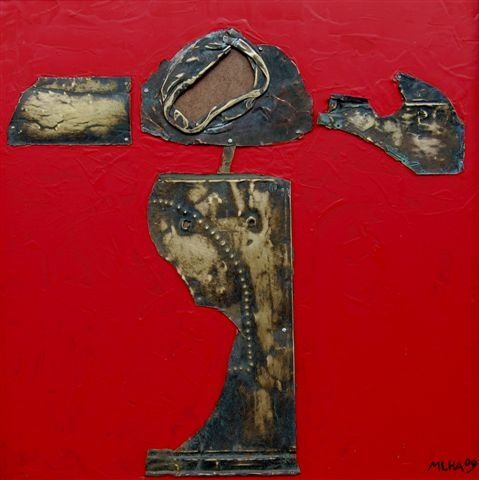
Obraz rakvického malíře Miloše Mlhy Uhrina
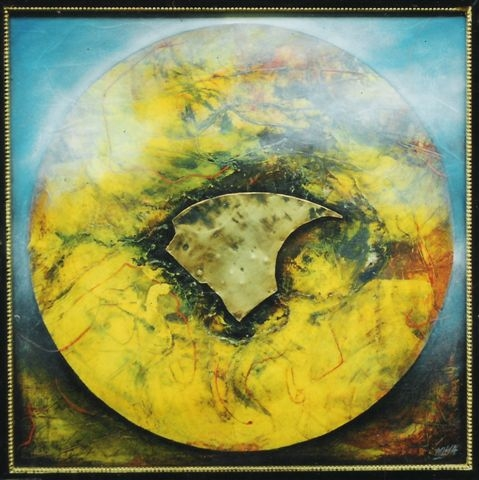
Obraz rakvického malíře Miloše Mlhy Uhrina
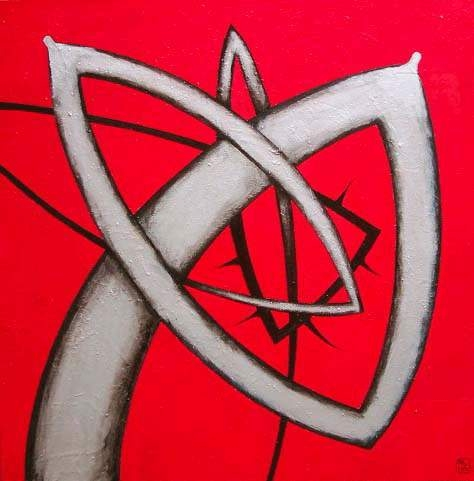
Obraz rakvického malíře Miloše Mlhy Uhrina
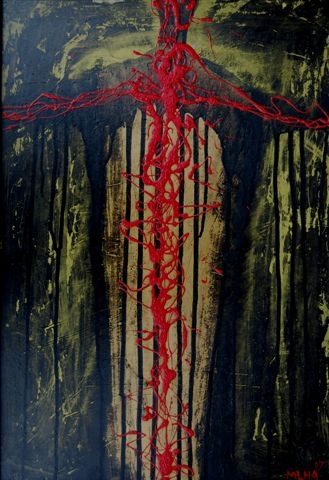
Obraz rakvického malíře Miloše Mlhy Uhrina
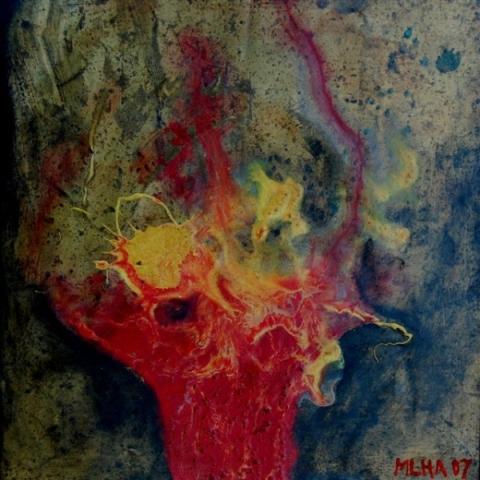
Obraz rakvického malíře Miloše Mlhy Uhrina
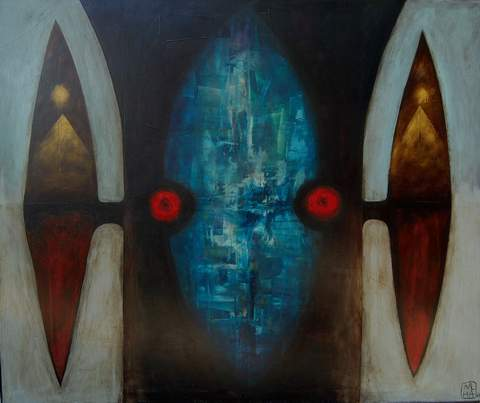
Obraz rakvického malíře Miloše Mlhy Uhrina

## Výstavy

### Samostatné výstavy
- 1987 – Rockfest Rakvice
- 1988 – Rockfest Rakvice, Besední dům
- 1988 – KD Klobouky u Brna
- 1989 – KD Rakvice
- 1994 – Galerie Sklep – Ostrava
- 1994 – La France – Kolín
- 1998 – Galerie Rohatý Krokodýl – Mikulov
- 1998 – Galerie Art Neprašová – Břeclav
- 1998 – Galerie Františka Samoty– Brno
- 1998 – Galerie Café – Břeclav
- 1999 – Galerie Ludvíka Kuby – Poděbrady
- 2003 – Židovská Synagoga – Břeclav
- 2005 – Den uměleckých řemesel – Mor.Nová Ves
- 2009 – Café Piksla – Břeclav
- 2010 – Café Piksla – Břeclav
- 2011 – PHILADELPHIA – USA

### Skupinové výstavy
- 1982 – Havířov KD
- 1986 – Dělnický dům – Břeclav
- 1987 – Dělnický dům – Břeclav
- 1988 – KD Klobouky u Brna
- 1991 – Klub Tranza – Břeclav
- 1992 – Galerie v Pasáži – Praha
- 1993 – Galerie v Pasáži – Praha
- 1996 – Zámek Valtice
- 1997 – Zámek Valtice
- 1997 – Galerie Klubíčko-Břeclav – Mlha and Marcel Stussy(USA)
- 1998 – Kounický klášter– Dolní Kounice
- 2002 – Muzeum OÚ Rakvice
- 2005 – 1. ročník Sochařského sympozia ve Velkém Dvoře u Pohořelic
- 2008 – Museum Břeclav
- 2009 – A6 Sedlec u Mikulova
- 2010 – Galerie 99 Břeclav
- 2010 – Umění v plenéru a čase – Sedlec u Mikulova